# North by Northwest
North by Northwest is een Amerikaanse film uit 1959 van MGM, geregisseerd door Alfred Hitchcock. Hoofdrollen zijn er voor Cary Grant, Eva Marie Saint, James Mason en Leo G. Carroll. De openingstitels zijn ontworpen door de grafische ontwerper Saul Bass. Het script is geschreven door Ernest Lehman.
North by Northwest wordt over het algemeen beschouwd als een van Hitchcocks beste films. De film werd genomineerd voor drie Oscars.

## Verhaal
De charmante en snelle reclameman Roger O. Thornhill (gespeeld door Cary Grant) wordt tijdens een lunch in de bekende Oak Bar van het Plaza Hotel van New York per ongeluk aangezien voor geheim agent George Kaplan. Hij wordt ontvoerd door twee gewapende mannen en meegenomen naar een huis op Long Island, waar hij wordt ondervraagd door een man die zich voorstelt als Philip Vandamm (gespeeld door James Mason). Thornhill kan echter de vragen van de man niet beantwoorden en ontkent George Kaplan te zijn.
Uiteindelijk dwingen zijn ontvoerders hem een grote hoeveelheid bourbon te drinken, waarna hij achter het stuur van een auto wordt gezet op een weg die langs een gevaarlijke afgrond leidt. Thornhill weet de afgrond echter te ontwijken, waarna een achtervolging begint die eindigt door ingrijpen van de politie die Thornhill arresteert voor rijden onder invloed. Thornhill vertelt het verhaal van de ontvoering aan de politieagenten, de rechtbank en zijn moeder, maar hij wordt niet geloofd. Hij keert terug naar het huis waar hij werd vastgehouden, maar ieder spoor van zijn ontvoerders is verdwenen. Ook ontdekt hij dat Townsend, de eigenaar van het huis, een diplomaat is bij de Verenigde Naties. Thornhill keert terug naar het hotel en betreedt de kamer van de echte George Kaplan.
Thornhill besluit naar de Verenigde Naties te gaan om daar Townsend te confronteren met de gebeurtenissen. De man die hij daar aantreft (Philip Ober) is echter totaal iemand anders dan de man die hem ontvoerd heeft. Het blijkt dat zijn ontvoerder niet de echte Lester Townsend is, maar een bedrieger die zich voor hem uitgaf. Nog voordat Thornhill aan Townsend om uitleg kan vragen, doodt een van Thornhills ontvoerders Townsend, die voorover valt in de armen van Thornhill. Hij wordt gezien als de belangrijkste verdachte van de moord: een journalist maakt een foto waarop Thornhill te zien is met de dode Townsend en het moordwapen in zijn handen en alle aanwezigen wijzen hem aan als de dader.
Terwijl de foto op de voorpagina van iedere krant verschijnt, slaat Thornhill op de vlucht en pakt de "20th Century Limited"-trein naar Chicago, op zoek naar de echte George Kaplan en zijn ontvoerders. In de trein ontmoet hij de mooie, maar afstandelijke Eve Kendall (Eva Marie Saint). Zij helpt hem twee keer zich te verbergen voor de politie en een romantische nacht volgt. De volgende dag wordt hij naar een afgelegen weg tussen de graanvelden gelokt waar hij wordt belaagd door een klein sproeivliegtuigje, bewapend met machinegeweren en pesticide. (Deze scène groeide later uit tot een van de bekendste en meest geïmiteerde scènes uit Hitchcocks oeuvre en wordt onder andere geïmiteerd in verscheidene afleveringen van The Simpsons, in de film Arizona Dream van Emir Kusturica en in de comedyserie Scrubs).
Nadat het vliegtuigje is gecrasht steelt Thornhill een pick-up en reist naar Chicago, waar hij Kendall volgt naar een kunstveiling. Hier komt hij erachter dat de man die zich uitgaf voor Townsend in werkelijkheid Philip Vandamm is, een louche importeur en exporteur van kunst en dat Kendall met hem samenzweert en mogelijk zelfs met hem het bed deelt. Vandamm, nog steeds ervan overtuigd dat Thornhill geheim agent Kaplan is, wil hem gevangennemen maar Thornhill vestigt opzettelijk luidruchtig de aandacht op hem, waarna hij wordt gearresteerd door de aanwezige agenten.
Op het vliegveld ontmoet hij "De Professor" (Leo G. Carroll), de CIA-agent die de persoon George Kaplan verzonnen had om Vandamm en zijn handlangers in een val te lokken. De Professor legt uit dat George Kaplan helemaal niet bestaat en dat de kunsthandel een dekmantel is voor het smokkelen van microfilm met geheime informatie naar het buitenland. Verder blijkt dat Kendall voor de CIA werkt, bij Vandamm spioneert en door Thornhills actie nu in levensgevaar verkeert.
Thornhill spreekt (als Kaplan) af met Kendall en Vandamm in een cafetaria aan de voet van Mount Rushmore. Thornhill biedt Vandamm aan om naar het buitenland te ontsnappen in ruil voor Kendall. Vandamm weigert en een worsteling volgt, waarbij Thornhill door Kendall neergeschoten wordt. Thornhill wordt afgevoerd op een brancard.
Thornhill blijkt echter ongedeerd doordat Kendall met losse flodders schoot om daarmee haar loyaliteit aan Vandamm te bewijzen. Als Thornhill Vandamm bespioneert, komt hij erachter dat Vandamm doorheeft dat Kendall voor de CIA werkt en van plan is haar tijdens zijn vlucht naar het buitenland uit het vliegtuig te gooien. Hierop probeert hij Kendall te redden. Ze ontsnappen samen met een kunstobject met daarin een microfilm uit het landhuis van Vandamm maar worden achtervolgd. Ze proberen te ontkomen via de uitgehouwen gezichten van de presidenten op Mount Rushmore. Thornhill en Kendall dreigen te vallen maar worden op het laatste moment gered door de Professor. Vandamm wordt opgepakt en Thornhill en Kendall zijn veilig.
In de laatste scène blijkt dat Thornhill en Kendall getrouwd zijn en met de trein op huwelijksreis gaan. Het laatste shot wordt als zeer suggestief beschouwd: als Thornhill en Kendall zich opmaken om naar bed te gaan, eindigt de film met het beeld van een trein die een tunnel inrijdt.

## Rolverdeling
| Acteur              | Personage            |
| ------------------- | -------------------- |
| Cary Grant          | Roger O. Thornhill   |
| Eva Marie Saint     | Eve Kendall          |
| James Mason         | Philip Vandamm       |
| Leo G. Carroll      | The Professor        |
| Martin Landau       | Leonard              |
| Jessie Royce Landis | Mrs. Clara Thornhill |
| Philip Ober         | Lester Townsend      |

## Achtergrond

### Productie
De productie van North by Northwest vond plaats tussen augustus en december 1958. Alleen in april 1959 moesten een paar scènes opnieuw worden opgenomen. Op Hitchcocks aandringen werd de film opgenomen in het VistaVision breedbeeldformaat, voorheen vooral veel gebruikt door Paramount Pictures.
De huizen in de laatste scène zijn niet echt, maar decors. Hitchcock wilde namelijk voor de scène huizen die eruitzagen als huizen ontworpen door Frank Lloyd Wright, destijds de populairste architect in de Verenigde Staten. De set werd gebouwd in Culver City. Opnames op locatie vonden onder andere plaats op Garces Highway (155) tussen Wasco en Delano.
Het vliegtuig dat in de film te zien is, is een Naval Aircraft Factory N3N Canary.
Na afloop van de productie wilde MGM de film eigenlijk nog 15 minuten inkorten om de speelduur zo onder de twee uur te houden. Hitchcock liet zijn agenten echter zijn contract nakijken, ontdekte dat hij volledige controle over de film had, en weigerde daarom op dit verzoek in te gaan.

### Analyse
Alfred Hitchcock wordt in de filmwetenschap beschouwd als een auteur, een filmmaker met een herkenbare, persoonlijke stijl die terugkerende elementen weet te verweven in zijn films. In North by Northwest zien we enkele van deze elementen terug. Zo duikt het thema van the wrong man, de onschuldige man die wordt beschuldigd van een misdaad (in dit geval de moord op een diplomaat) op in meerdere films van Hitchcock, waaronder The 39 Steps, deze film en de film The Wrong Man. Een ander bekend kenmerk van een Hitchcockfilm is de MacGuffin, een object waar iedereen in de film achteraan zit, maar eigenlijk van alles kan zijn en geen andere functie heeft dan het voortzetten van het verhaal. In North by Northwest is dit de microfilm.
North by Northwest wordt vaak gelezen als een film vol freudiaanse verwijzingen. Alfred Hitchcock zelf maakte graag freudiaanse grappen, waarvan de eindscène van North by Northwest (de trein die een tunnel inrijdt als metafoor voor seksuele gemeenschap) een goed voorbeeld is. Raymond Bellour maakte in het artikel Symbolic Blockage een tekstuele psychoanalyse van de film. Hij bekeek hierbij de film op twee niveaus, op microniveau (een segment van de film) en op macroniveau (de gehele film).
Op macroniveau ontdekte hij dat de film de Oedipusmythe volgde. Thornhill heeft een oedipuscomplex: hij kan maar moeilijk van zijn dominante moeder loskomen (de dominante moeder is overigens ook een regelmatig terugkerend element in Hitchcocks films). Hij neemt uiteindelijk pas afscheid van zijn moeder (via de telefoon) vlak voordat hij de trein instapt waar hij Eve ontmoet, de ideale vervanger van de moederfiguur. De film is pas afgelopen als Thornhill zijn nieuwe "Mrs. Thornhill" gevonden heeft en de ontwikkeling van zijn mannelijke identiteit is voltooid. Ook de moord op de diplomaat kan worden gezien als de moord op een vaderfiguur, ook al begaat Thornhill zelf deze moord niet. In zijn zoektocht naar een vervangende moederfiguur wordt hij tegengehouden door nog twee vaderfiguren: Vandamm, die een relatie heeft met Eve en dus het object van begeerte bezit, en de professor, die Thornhill verbiedt er met Eve vandoor te gaan, omdat zij moet spioneren bij Vandamm.
Ook wordt de vrouw in de film als gevaarlijk gezien, zelfs dodelijk, waarin de man zichzelf kan verliezen ("castratieangst"). Het gevaar van de vrouw wordt in de film getoond door middel van verscheidene scènes: door Eve belandt Thornhill op het verlaten landweggetje waar hij wordt belaagd door het sproeivliegtuigje, en uiteindelijk schiet ze hem zelfs neer (met losse flodders).
Ook ontdekte Bellour een andere code: de code van de voertuigen. Tijdens zijn reis (het "oedipale traject") maakt Thornhill gebruik van een reeks aan voertuigen: taxi, auto, trein, bus, pick-up, politieauto etc. Interessant hierbij is de cameo die Alfred Hitchcock in de film maakt (de cameo is een ander kenmerk dat Hitchcock regelmatig in zijn films toepast). Hitchcock zelf kan in de openingsscène worden gezien, terwijl hij een bus net mist: de deuren worden vlak voor zijn neus gesloten. Bellour legde dit uit als een verwijzing naar het oedipale traject, dat voor Hitchcock gesloten blijft, maar wel door zijn personage en de toeschouwer kan worden afgelegd.
Overigens wordt de titel van de film meestal gezien als een verwijzing naar een ander stuk dat regelmatig in verband wordt gebracht met Oedipus: Shakespeares Hamlet. De titel zou een verwijzing zijn naar het citaat "I am but mad north-north-west. When the wind is southerly I know a hawk from a handsaw."
Op het microniveau analyseerde Bellour het segment waarin Thornhill wordt aangevallen door het vliegtuigje. Dit segment laat zowel de castratieangst zien (waarbij het vliegtuigje staat voor Eve, die hem naar het vliegtuigje toe heeft gelokt) als de voertuigen (behalve het vliegtuigje zijn er ook een bus, een auto en de pick-up waarin hij uiteindelijk vlucht te zien. Bellour ontdekte later het oedipuscomplex in bijna iedere klassieke Hollywoodfilm, en was hierin van grote invloed op feministische filmtheorieën van onder anderen Laura Mulvey.
Christopher Morris ging echter met zijn artikel "The Direction of North by Northwest" in tegen deze lezing. Morris zag de film juist niet als een reis naar uiteindelijke volwassenheid en vorming van identiteit, maar wijst erop dat in deze film de identiteit nooit voltooid is. De titel wijst op voortgang, niet op het bereiken van een einde, en het eindshot laat een trein zien die nog steeds in beweging is, en niet een eindpunt heeft bereikt. In zijn lezing gaat de film juist over misverstanden, het verkeerd ontvangen van boodschappen en de meerdere interpretaties die mogelijk zijn van een boodschap. De identiteit die Thornhill aan het begin van de film heeft raakt op het moment dat een boodschap van hem verkeerd wordt begrepen in twijfel: hij wordt aangezien voor een ander persoon, en slaat uiteindelijk op de vlucht, op zoek naar zijn nieuwe identiteit. De cameo van Hitchcock wordt in deze lezing gezien als het letterlijk missen: zelfs de auteur, de regisseur van de film, heeft geen grip meer op het verhaal en de interpretaties die het publiek maakt.

### Wetenswaardigheden
- Er gaat een gerucht dat oorspronkelijk James Stewart de rol van Roger O. Thornhill zou krijgen, maar dat Hitchcock weigerde, vanwege Stewarts gevorderde leeftijd en de tegenvallende belangstelling voor zijn vorige film Vertigo met Stewart in de hoofdrol. Tegen dit gerucht pleit dat Hitchcock het voornemen had Stewart te vragen voor zijn volgende project, The Blind Man. Ook is Cary Grant, die de rol kreeg, vier jaar ouder dan Stewart.
- Hitchcock kreeg 10 procent van de opbrengsten van de film, dankzij onderhandelingen van zijn agent, Lew Wasserman.
- In de film onthult Roger O. Thornhill dat de middelste "O" in zijn naam nergens voor staat. Dit is een knipoog van Hitchcock aan zijn voormalige producent David O. Selznick. Zijn "O" staat ook alleen voor zichzelf. Ditzelfde gold overigens voor president Harry S. Truman.
- De bloedstollende slotscène op Mount Rushmore werd niet op locatie gefilmd, omdat de National Park Service geen toestemming gaf voor het filmen van een moordaanslag in het aangezicht van een nationaal monument, en de bosvlakte boven het monument, waar het landhuis van de schurk gelegen is, berust op fantasie. Dit geldt ook voor de scène in het bos waar Roger en Eve elkaar kort ontmoeten nadat Roger is 'neergeschoten'. Beide scènes zijn gefilmd in de studio.

### Uitgave en ontvangst
De wereldpremière van North by Northwest vond plaats op het Internationaal filmfestival van San Sebastian. Reacties van critici waren positief. Tijdens de twee weken dat de film te zien was in de Radio City Music Hall, bracht de film $404.056 op; een record voor een film die buiten een vakantieperiode werd vertoond.
Tegenwoordig wordt de film beschouwd als een klassieker: de film staat hoog in de Top 250 van de Internet Movie Database (meestal bij de bovenste 25) en in 1994 werd de film opgenomen in de Amerikaanse National Film Registry. In 1998 plaatste het American Film Institute North by Northwest op nummer veertig in een lijst met de honderd beste Amerikaanse films. Op Rotten Tomatoes scoort de film 100% aan goede beoordelingen.

## Prijzen en nominaties
De film werd in 1960 genomineerd voor drie Oscars, waaronder die voor beste scenario, maar won er niet een. De Oscarnominaties waren:
- Beste artdirection (kleur) - William Horning, Henry W. Grace, Robert F. Boyle, Frank R. McKelvey, Merril Pye
- Beste montage - George Tomasini
- Best origineel scenario - Ernest Lehman

De film won wel drie andere prijzen:
- De Silver Seashell op het Internationaal filmfestival van San Sebastian
- De Edgar Allan Poe Award voor beste film
- De Golden Laurel voor Top Action Drama